# Armégrupp C
Armégrupp C (ty:Heeresgruppe C) var en tysk armégrupp under andra världskriget. Den sattes upp den 26 augusti 1939 och bevakade gränsen mot Frankrike under invasionen av Polen i väntan på ett anfall från Frankrike och Storbritannien. Under inledningen av Fall Gelb bevakade armégruppen fronten mot Maginotlinjen utan att gå till anfall. Efter att förband från armégrupp A hade nått kanalkusten och sedan tillsammans med armégrupp B vänt söderut för det slutgiltiga anfallet mot Frankrike anföll även armégrupp C. Den 22 juni 1941 ombildades armégruppen till armégrupp Nord inför operation Barbarossa.
Armégrupp C återuppsattes den 26 november 1943 i Italien från staben för Oberbefehlshaber Süd. Under av resten av kriget kom armégruppens befälhavare att också fungera som Oberbefehlshaber Südwest.

## Frankrike
Under inledningen av Fall Gelb bevakade armégruppen fronten mot Maginotlinjen utan att gå till anfall.

### Organisation
Arménsgruppens organisation den 10 maj 1941:
- 1. Armee
- 7. Armee

## Befälhavare
Armegruppens befälhavare
- Generalfeldmarschall Wilhelm von Leeb (26 aug 1939 - 21 juni 1941)
- Generalfeldmarschall Albert Kesselring (26 nov 1943 - 23 okt 1944) (skadad vid bilolycka)
- Generaloberst Heinrich von Vietinghoff (24 okt 1944 - 15 jan 1945)
- Generalfeldmarschall Albert Kesselring (15 jan 1945 - 9 mar 1945)
- Generaloberst Heinrich von Vietinghoff (10 mar 1945 - 29 apr 1945)
- General der Infanterie Friedrich Schulz (29 apr 1945 - 2 maj 1945)
- Generaloberst Heinrich von Vietinghoff (2 maj 1945 - 2 maj 1945)

Stabschefer för armégruppen:
- Generalmajor Georg von Sodenstern (26 aug 1939 - 5 feb 1940)
- General der Infanterie Hans-Gustav Felber (5 feb 1940 - 25 okt 1940)
- Generalleutnant Kurt Brennecke (25 okt 1940 - 21 jun 1941)
- Generalleutnant Siegfried Westphal (26 nov 1943 - 5 jun 1944)
- General der Panzertruppe Hans Röttiger (5 jun 1944 - 2 maj 1945)
- Generalleutnant Fritz Wentzell (29 apr 1945 - 2 maj 1945)
- General der Panzertruppe Hans Röttiger (2 maj 1945 - 2 maj 1945)